# Дос Палос (Калифорнија)
Дос Палос (енгл. Dos Palos) град је у америчкој савезној држави Калифорнија. По попису становништва из 2010. у њему је живело 4.950 становника.

## Демографија
Према попису становништва из 2010. у граду је живело 4.950 становника, што је 369 (8,1%) становника више него 2000. године.
| Група             | 2000.         | 2010.         |
| Белци             | 1.821 (39,8%) | 1.608 (32,5%) |
| Афроамериканци    | 190 (4,1%)    | 167 (3,4%)    |
| Азијати           | 28 (0,6%)     | 37 (0,7%)     |
| Хиспаноамериканци | 2.482 (54,2%) | 3.075 (62,1%) |
| Укупно            | 4.581         | 4.950         |